# Flavia Titiana
Flavia Titiana fut une impératrice romaine.

## Biographie
Fille du sénateur Titus Flavius Claudius Sulpicianus, elle épousa le sénateur Publius Helvius Pertinax qui fut élu empereur par le Sénat le 1er janvier 193, après l'assassinat de Commode. Pertinax refusa la proposition du Sénat qui accordait le titre d'Augusta à Titiana. Son entourage l'employa néanmoins.
Elle avait un fils nommé Publius Helvius Pertinax Junior, comme son père, consul suffect en juillet 213, et une fille, Helvia.
On ne sait ce qu'elle devint après l'assassinat de son mari au bout de quelques mois de règne.